# Ebersbach (Schöpstal)

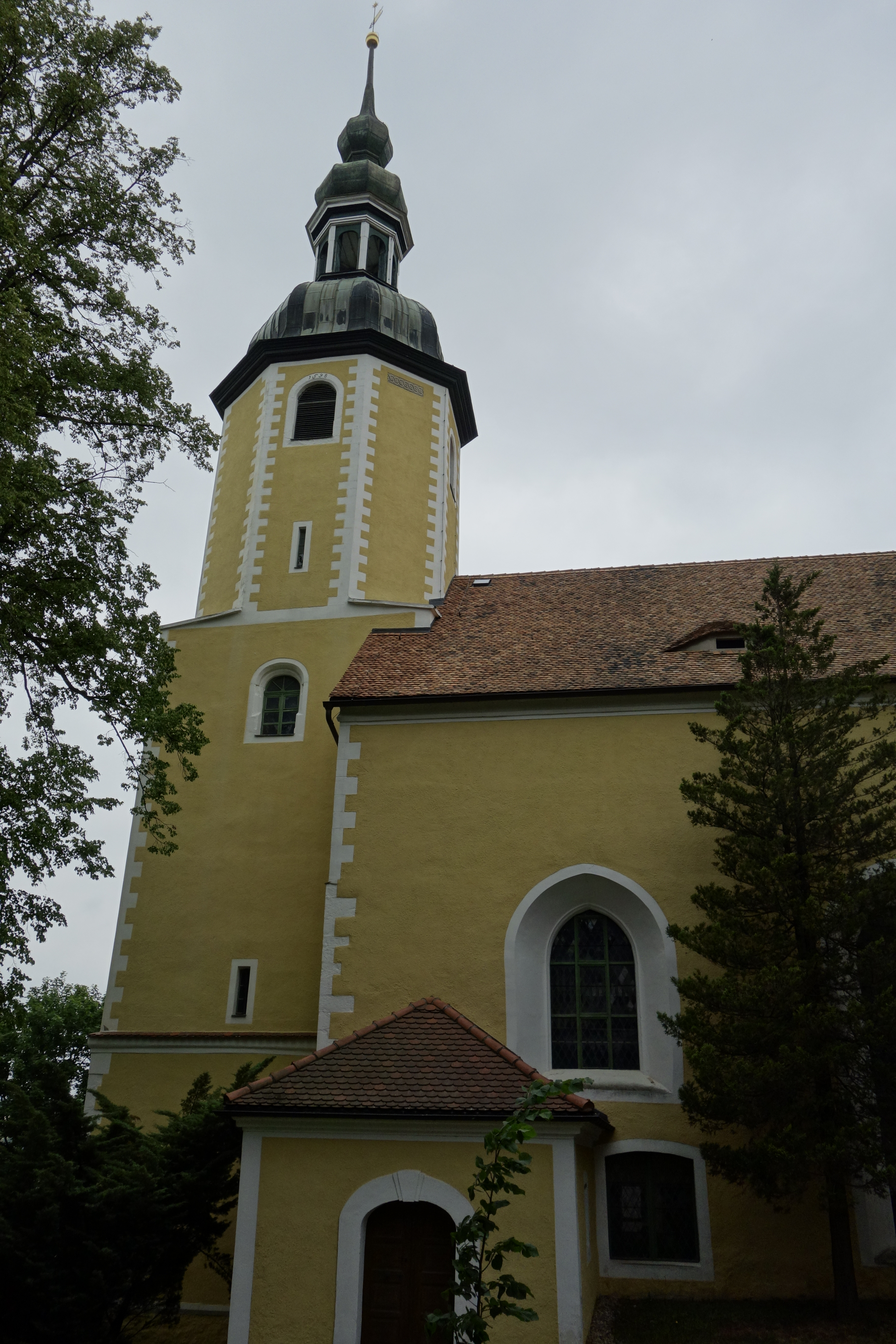
Barbarakirche

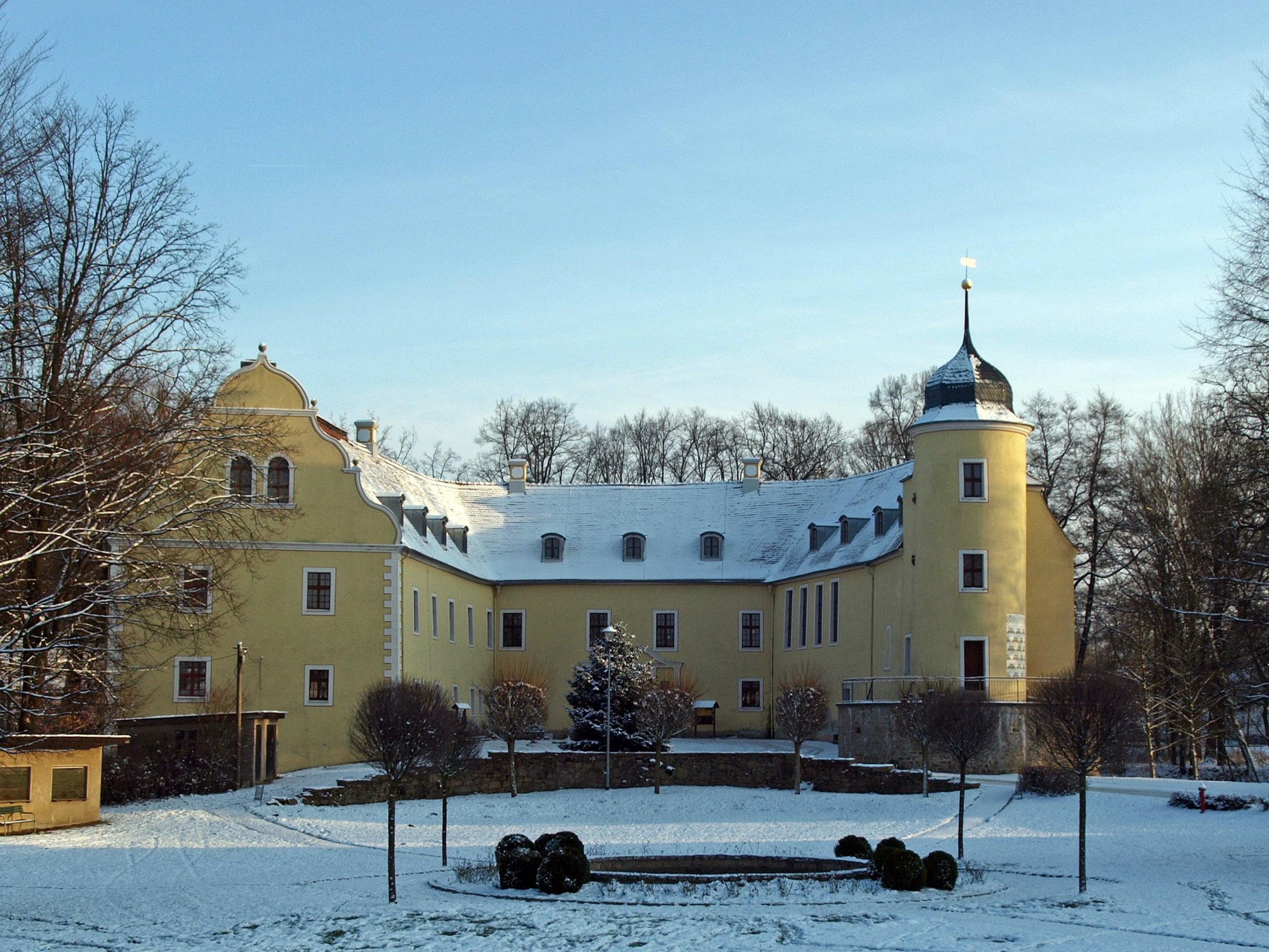
Wasserschloss Ebersbach

Ebersbach (obersorbisch Habrachćicy) ist ein Ortsteil der Gemeinde Schöpstal im Landkreis Görlitz in Sachsen. Der Ort hat knapp über 800 Einwohner, gehört dem Verwaltungsverband Weißer Schöps/Neiße an und war bis zum 1. Januar 1994 eine eigenständige Gemeinde. In Ebersbach befindet sich der Verwaltungssitz der Gemeinde Schöpstal.

## Lage
Ebersbach liegt in der Oberlausitz, rund fünf Kilometer westnordwestlich des Stadtzentrums von Görlitz, 15 Kilometer südöstlich von Niesky und 20 Kilometer nordöstlich von Löbau. Umliegende Ortschaften sind Kunnersdorf und Siebenhufen im Norden, Klingewalde im Osten, Königshufen und Rauschwalde im Südosten, Girbigsdorf und Rosenfeld im Süden, Königshain im Westen und Liebstein im Nordwesten. Der Ort wird vom Weißen Schöps durchflossen.
Ebersbach liegt an der Staatsstraße 125. Östlich des Ortes befinden sich die Bundesstraße 6 sowie das südliche Ende der Bundesstraße 115, beide jedoch bereits auf Görlitzer Stadtgebiet. Die Anschlussstelle Görlitz an der Bundesautobahn 4 liegt drei Kilometer von Ebersbach entfernt.

## Geschichte
Ebersbach wurde im Jahr 1285 erstmals urkundlich erwähnt und vermutlich während der Deutschen Ostsiedlung im 13. Jahrhundert als Waldhufendorf angelegt. Im Ort gibt es eine bereits zu dieser Zeit errichtete Wasserburg. Die Schreibweise des Ortsnamens lautete lange Zeit Ebirsbach, die heutige Schreibweise taucht im Jahr 1562 erstmals auf. Zwischenzeitlich wurde der Ortsname auch als Ebhartsbach genannt.
Die ersten bekannten Besitzer des Gutes Ebersbach waren im 15. Jahrhundert „Vraw Else Bischoffswerdyne und Hans, ir son zu Ebirspach“. Die Familie von Bischofswerder auf Ebersbach waren bis 1581 Besitzer des Gutes, das drei Jahre später von Hiob von Salza übernommen wurde. Während des Dreißigjährigen Krieges wurden große Teile von Ebersbach und den umliegenden Ortschaften zerstört. Im Jahr 1777 lebten in Ebersbach 17 besessene Mann, 44 Gärtner und 23 Häusler; ein Hof war wüst gefallen. Nach der auf dem Wiener Kongress beschlossenen Teilung des Königreiches Sachsen musste die Lausitz an das Königreich Preußen abgetreten werden.
Ab 1816 gehörte Ebersbach zum Landkreis Görlitz im Regierungsbezirk Liegnitz der preußischen Provinz Schlesien. 1825 hatte der Ort 673 Einwohner, bei der Volkszählung vom 1. Dezember 1871 belief sich die Einwohnerzahl auf 730. Im Jahr 1874 wurde der Amtsbezirk Ebersbach gebildet, zu dem neben Ebersbach noch die Landgemeinden Kunnersdorf, Liebstein und Siebenhufen sowie die Gutsbezirke Ebersbach, Kunnersdorf, Liebstein, Mittel Girbigsdorf II, Mittel Girbigsdorf III, Nieder Girbigsdorf und Ober Girbigsdorf gehörten. 1885 hatte Ebersbach noch 727 Einwohner, bis 1905 ging die Einwohnerzahl auf 626 zurück. Die Gutsbezirke wurden 1928 aufgelöst und in die Landgemeinden eingegliedert.
Von 1919 bis 1938 gehörte Ebersbach zur Provinz Niederschlesien und anschließend wieder zur Provinz Schlesien. Im Jahr 1939 hatte die Gemeinde 743 Einwohner. Nach dem Ende des Zweiten Weltkrieges wurden die Gutsbesitzer in Ebersbach enteignet und das Land auf Neubauern aufgeteilt. Die Gemeinde gehörte fortan zur Sowjetischen Besatzungszone. Der Landkreis Görlitz wurde 1947 aufgelöst. Ebersbach gehörte danach zum Landkreis Weißwasser-Görlitz, der 1948 in Landkreis Niesky umbenannt wurde. Bei der DDR-Gebietsreform am 25. Juli 1952 wurde die Gemeinde Ebersbach dem Kreis Görlitz-Land im Bezirk Dresden zugeordnet.
Durch die Unterbringung von Heimatvertriebenen stieg die Einwohnerzahl der Gemeinde Schöpstal in den Jahren nach Kriegsende bis auf 1095 an, im Jahr 1964 hatte die Gemeinde wieder 864 Einwohner. Bis zur Wiedervereinigung sank die Einwohnerzahl auf 665. Nach der Wende gehörte Ebersbach zunächst zum Landkreis Görlitz in Sachsen, der 1994 im neuen Niederschlesischen Oberlausitzkreis aufging. Am 1. Januar 1994 schloss Ebersbach sich mit den Gemeinden Girbigsdorf und Kunnersdorf zu der neuen Gemeinde Schöpstal zusammen. Seit der Kreisreform von 2008 liegt der Ort im Landkreis Görlitz.

## Sehenswürdigkeiten

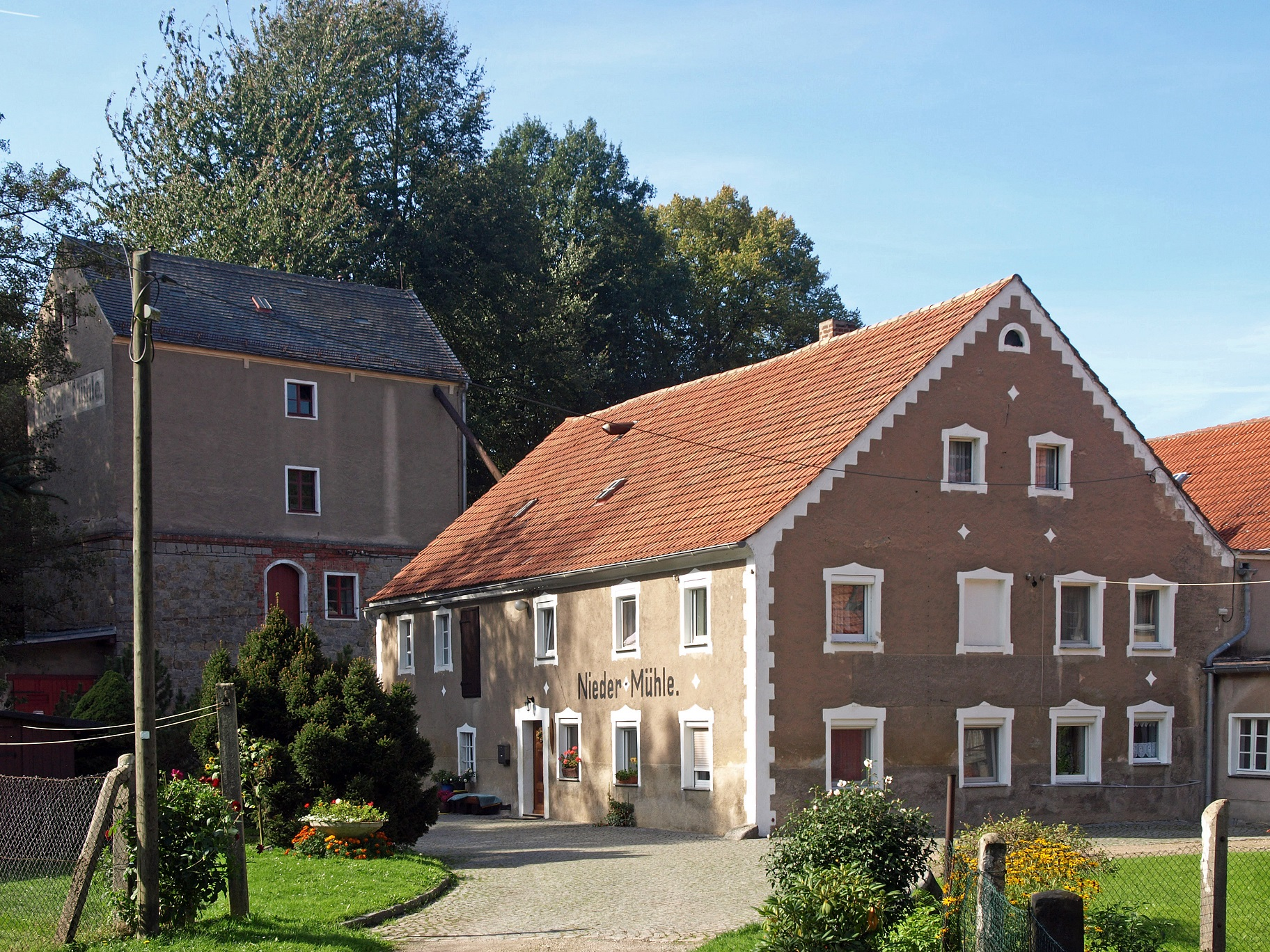
Niedermühle

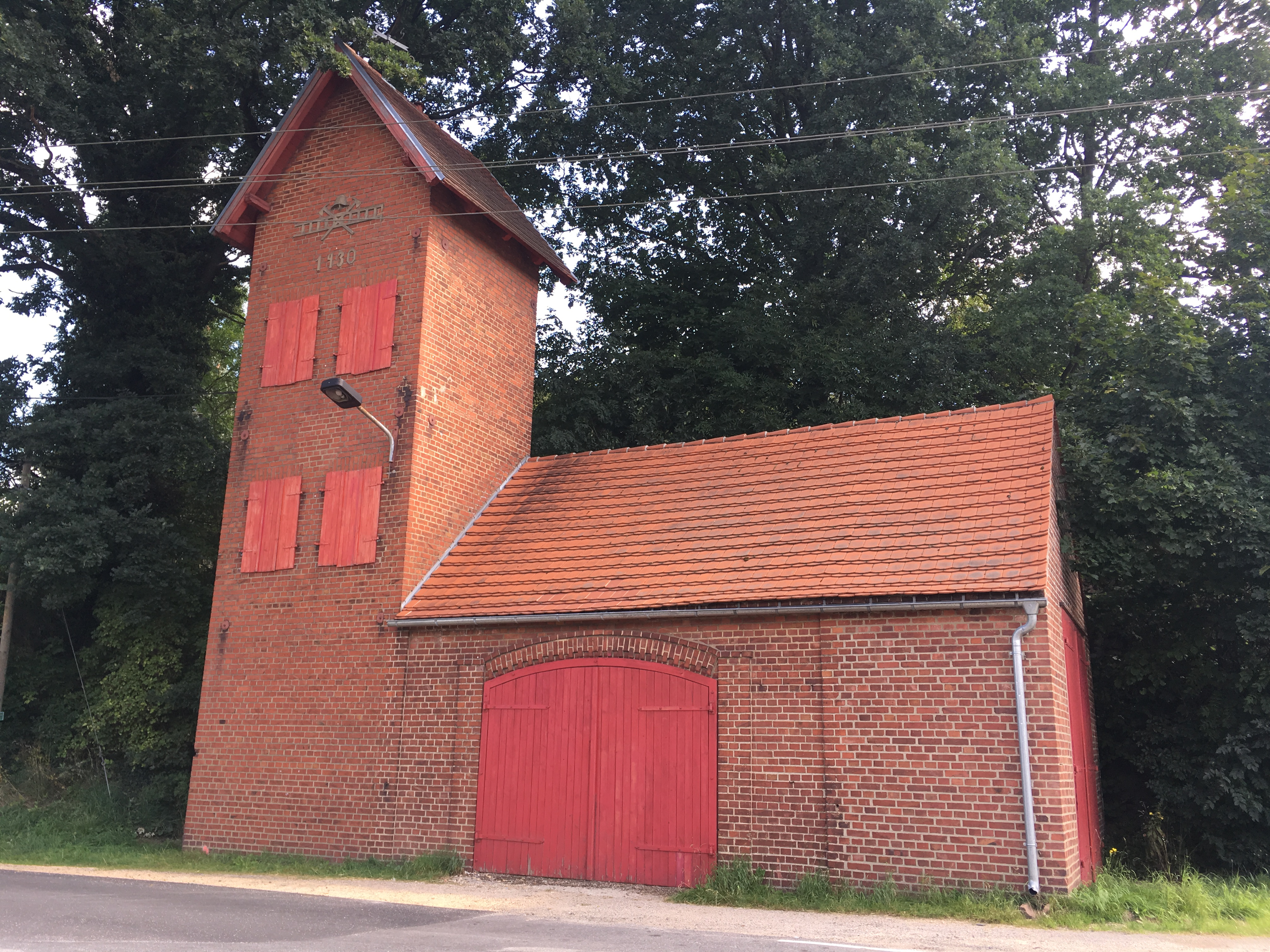
Feuerwehrgerätehaus

- St. Barbara: gotischer Kirchbau aus dem 15. Jahrhundert
- Wasserschloss Ebersbach
- Niedermühle
- Feuerwehrgerätehaus mit Schlauchturm